# Ekwadorskie Siły Powietrzne
Ekwadorskie Siły Powietrzne (hiszp. Fuerza Aérea Ecuatoriana, w skrócie FAE) – wojska lotnicze Republiki Ekwadoru, jeden z trzech rodzajów sił zbrojnych. Brały udział w wojnie z Peru w 1981 roku. W wojnie o Alto Cenepa w 1995 zestawy SA-16 zestrzeliły 2 peruwiańskie Mi-8TV i Mi-25, Mirage F1: 2 Su-22, a IAI Kfir: 1 A-27B, w tym czasie siły powietrzne wykorzystywały także samoloty SEPECAT Jaguar. Poza siłami powietrznymi ekwadorska marynarka i wojska lądowe posiadają własne lotnictwo. Do sił powietrznych należą krajowe linie lotnicze TAME.

## Era odrzutowców
Pierwsze samoloty odrzutowe w Ekwadorze pojawiły się w 1954 roku. Były to Gloster Meteor FR.9 i English Electric Canberra Mk 6. W 1956 roku zakupione zostały dodatkowo Lockheed T-33, a dwa lata później F-80C Shooting Star. Kiedy Peru zakupiło w latach 70 XX wieku samoloty Mirage 5P, rozpoczęto modernizacje własnego lotnictwa. W 1972 roku zakupiono samoloty BAC 167 Strikemaster Mk 89/Mk89A w liczbie 22 sztuk, Cessna A-37B Dragonfly w 1975 roku 12 sztuk i SEPECAT Jaguar International ES/EB 10 sztuk w 1977 roku. Z powodu braku myśliwców, porozumiano się z firmą Israel Aerospace Industries z zapytaniem o zakup 24 nowych Kfir C-2, jednak Stany Zjednoczone odmówiły sprzedaży silników GE J-79, za co w zamian Izrael zaproponował sprzedaż Mirage IIICJ, które były wycofywane. Propozycja została odrzucona jako nie spełniająca wymagań.
Francuski koncert Dassault zaproponował samoloty Mirage III/5/50, ale podczas negocjacji postawiono na zakup najnowszych Mirage F-1 w liczbie 16 sztuk jednomiejscowych w wersji F-1E i 2 szkolne F-1D. W zamówieniu zamówiono stacje radiolokacyjne Thomson-CSF Cyrano IVM, które mogły wykrywać cele naziemne. Umowę na zakup podpisano w 1978 roku i wysłano na jesień pilotów na przeszkolenie. Bazą dla samolotów Mirage było lotnisko Taura.
22 stycznia 1981 roku doszło do Incydentu Paqusiha, w walce z siłami Peru o ziemie w okolicach rzeki Cenepa, które są położone na obszarze dżungli, w której ciężko ustalić przebieg granicy obu państw. Posterunki obserwacyjne Ekwadoru zostały dostrzeżone przez śmigłowiec peruwiański gdzie doszło do walk powietrznych. Incydent pokazał konieczność modernizacji sił powietrznych i zakupu nowych.
Dokonano zakupu 40 rakiet Magic II dla Mirage F-1 w miejsce Magic I. Zakupiono 10 sztuk bojowych samolotów C-2 Kifir i 2 szkolne, po zniesieniu embarga przez Ronalda Regana. 19 kwietnia 1982 roku oblatano Kifra nad terytorium Ekwadoru, a 11 czerwca ogłoszono gotowość bojową jednostki. W 1985 roku utracono dwa Mirage i jednego Kifra. 18 czerwca 1985 roku zestrzelono samolot Beechcraft, który nie reagował na wezwania naziemne, przy pomocy działek z samolotów Mirage F-1. W drugiej połowie roku doszło do incydentu gdzie dwa peruwiańskie Su-22 kierowały się w rejon Ekwadoru. W rejon przekroczenia granicy wysłano parę samolotów Kifr, które odpaliły pocisk Safrir, który nie trafiając eksplodował skutecznie odstraszając peruwiańskie samoloty.
23 stycznia 1988 roku utracono jeden szkolny Mirage F-1, a 3 maja 1989 roku jednego Kifra wskutek błędu pilota przy starcie. Końcem lat 80 zakupiono wyrzutnie celów pozornych i systemy ostrzegania, a samoloty Mirage dostosowano do izraelskiego uzbrojenia. W 1994 roku utracono Kifra wskutek pożaru silnika.
Wojna cenepska z początku 1995 roku między Ekwadorem i Peru była ostatnim konfliktem gdzie wykorzystano samoloty odrzutowe tego kraju. Piloci Ekwadoru strzegli przestrzeni powietrznej swego kraju mając zakaz prowokowania i naruszania granic Peru. Doszło jednak do wymiany ognia między stronami, jak i walk powietrznych. Po wojnie uznano za konieczne dorównanie siłom powietrznym Peru pod względem jakości. Postanowiono zakupić w 1996 roku samoloty MiG-29 od Białorusi i Su-25. W 1997 roku doszło do zestrzelania amerykańskiego samolotu P-3C Orion, który patrolował wybrzeże przeciwko handlarzom narkotyków, a nie udało się z nim nawiązać łączności.
Pomimo modernizacji Kifrów, kryzys finansowy Ekwadoru doprowadził w 2002 roku do wycofania samolotów Jaguar, a do 2009 roku Mirage F-1. Kifry zostały decyzją ministerstwa uziemione. W ramach szukania rozwiązań poproszono Wenezuelę o pomoc w uzyskaniu części zamiennych do samolotów Mirage F-1, które pochodziły by ze starych maszyn Wenezuelskich. Oprócz dostarczenia części otrzymano również sześć samolotów zdolnych do lotu Mirage 50. Samoloty dotarły do Ekwadoru końcem 2009 roku, lecz bez części zamiennych. Uziemiło to samoloty w lipcu 2010 roku, a potem wycofanie ze służby z Mirage F-1, które trwało do 11 lutego 2011 roku. Zakupiono ponadto 12 samolotów Cheeaah w 2010 rok.

## Organizacja
- Ala de combate 21 (Skrzydło) - (Baza Taura)
  - Esc. de combate 2112 "Mirage" (eskadra) - Atlas Cheetah
  - Esc. de combate 2113 "Kfir" - Kfir CE/TC2
- Ala de combate 22 - (Baza Simon Bolivar)
  - Esc. de combate 2211 - HAL Dhruv, Alouette III, Piper PA-34, Cessna 206
  - Esc. de combate 2212 - TH-57
- Ala de combate 23 - Port lotniczy Manta (Baza Eloy Alfaro)
  - Esc. de combate 2311 "Dragones" - A-37 Dragonfly/Super Tucano
  - Esc. de combate 2313 "Halcones" - Super Tucano)
- 'Ala de transporte 11 - Port lotniczy Quito (Baza Mariscal Sucre)
  - Esc. de transporte 1111 "Hercules" - C-130B/H
  - Esc. de transporte 1112 "Avro" - Hawker Siddeley HS 748
  - Esc. de transporte 1113 "Twin Otter" - DHC-6 Twin Otter
  - Esc. de transporte 1114 "Sabreliner" - Sabreliner

## Wyposażenie
| Samolot                              | Producent           | Typ                                   | Wersja                      | W służbie           | Uwagi |                     |
| Samoloty myśliwskie                  | Samoloty myśliwskie | Samoloty myśliwskie                   | Samoloty myśliwskie         | Samoloty myśliwskie | Samoloty myśliwskie | Samoloty myśliwskie |
| ------------------------------------ | ------------------- | ------------------------------------- | --------------------------- | ------------------- | --- | ------------------- |
| IAI Kfir                             | Izrael              | myśliwiec wielozadaniowy              | Kfir C.10 Kfir TC.2         | 8 1                 | Dostarczono 18, utracono 5, 8 C.2 zmodernizowano do wersji C.10 lokalnie znanej jako Kfir CE, uzbrojone w pociski RAFAEL Python-3/4. |                     |
| Atlas Cheetah                        | Południowa Afryka   | myśliwiec                             | Cheetah C Cheetah D         | 10 2                | Dostawy 2011-2012, samoloty z zapasów RPA.                                                                                           |                     |
| Samoloty szturmowe                   |                     |                                       |                             |                     | |                     |
| Cessna A-37 Dragonfly                | Stany Zjednoczone   | samolot bliskiego wsparcia            | A-37B                       | 20                  | Dostarczono 37 A-37B i 4 T-37G, zastępowane przez Super Tucano.                                                                      |                     |
| Embraer Super Tucano                 | Brazylia            | samolot bliskiego wsparcia/treningowy | EMB 314                     | 18                  | Zamówienie ograniczono z 24 do 18 po zakupie Cheetah.                                                                                |                     |
| Samoloty szkolno-treningowe          |                     |                                       |                             |                     | |                     |
| Beechcraft T-34C Turbo Mentor        | Stany Zjednoczone   | szkolenie podstawowe                  | T-34C-1                     | 15                  | Dostarczono 6 T-34B i 21 T-34C. |                     |
| Cessna A-150L Aerobat                | Stany Zjednoczone   | szkolenie wstępne                     | A150L                       | 24                  | |                     |
| T-41 Mescalero                       | Stany Zjednoczone   | szkolenie wstępne                     | T-41A T-41D                 | 8 12                | |                     |
| MXP-650                              | Kolumbia            | szkolenie wstępne                     | MXP-650                     | 2                   | |                     |
| Samoloty transportowe                |                     |                                       |                             |                     | |                     |
| North American Sabreliner            | Stany Zjednoczone   | transport VIP                         | Sabreliner 40 Sabreliner 60 | 1                   | |                     |
| Embraer Legacy 600                   | Brazylia            | transport VIP                         | Legacy 600                  | 1                   | Samolot prezydenta. |                     |
| Boeing 727                           | Stany Zjednoczone   | transport pasażerski                  | 727-100                     | 1                   | Dawniej w TAME. |                     |
| Lockheed C-130 Hercules              | Stany Zjednoczone   | transportowy                          | C-130B C-130H L-100-30      | 2 1                 | Dostarczono 4 C-130B, 1 C-130-30, 3 C-130H.                                                                                          |                     |
| CASA C-295                           | Hiszpania           | transportowy                          | C-295M                      | 1                   | Zamówiono 3. |                     |
| Avro 748                             | Wielka Brytania     | transportowy                          | HS.748                      | 2                   | 5 odkupiono od Brazylii. |                     |
| de Havilland Canada DHC-6 Twin Otter | Kanada              | użytkowy                              | DHC-6-300                   | 3                   | Dostarczono 6 . |                     |
| IAI Arava                            | Izrael              | użytkowy                              | IAI-201                     | 2                   | |                     |
| Śmigłowce                            |                     |                                       |                             |                     | |                     |
| HAL Dhruv                            | Indie               | śmigłowiec użytkowy                   |                             | 7                   | Od 2009, 1 utracono. |                     |
| UH-1 Iroquois                        | Stany Zjednoczone   | śmigłowiec użytkowy                   |                             | 23                  | |                     |
| Bell TH-57 Sea Ranger                | Stany Zjednoczone   | śmigłowiec szkolny                    | TH-57 Sea Ranger            | 9                   | Dostarczono 13. |                     |
| Bell 212                             | Stany Zjednoczone   | śmigłowiec użytkowy                   | Bell 212                    | 3                   | |                     |
| Eurocopter AS 555 Fennec             | Francja             | śmigłowiec użytkowy                   | AS-555AN                    | 4                   | |                     |
| Eurocopter AS 350 Ecureuil           | Francja             | śmigłowiec użytkowy                   | AS 350                      | 5                   | |                     |
| Aérospatiale Alouette III            | Francja             | śmigłowiec użytkowy                   | SA 319B                     | 2                   | Dostarczono 11. |                     |

### Wycofane
| Samolot              | Producent                 | Typ                    | Wersja                          | W służbie | Uwagi |
| -------------------- | ------------------------- | ---------------------- | ------------------------------- | --------- | --- |
| Dassault Mirage F1   | Francja                   | myśliwiec              | F.1JA F.1JE                     | 16 2      | Dostarczone 1979-1982, uzbrojone w Python-3 i Super-530F, wycofywane w 2012, zastąpione przez 12 Cheetah C/D.                                            |
| Mirage 50            | Francja                   | myśliwiec szturmowy    | Mirage 50M                      | 6         | Podarowane przez Wenezuelę w 2009 (cztery kolejne na części), uzbrojone w R550 Magic 2, wycofane w 2012.                                                 |
| SEPECAT Jaguar       | Wielka Brytania · Francja | samolot szturmowy      | Jaguar ES Jaguar EB Jaguar GR.1 | 10 2 3    | Escuadron de Combate 2111 "Aguilas". Dostarczone w 1977 wraz z R550 Magic, w 1991 dokupiono 3 ex-RAF Jaguar GR.1 dla zastąpienia strat, wycofane w 2012. |
| BAC 167 Strikemaster | Wielka Brytania           | samolot szkolno-bojowy | Mk.89 Mk.89A                    | 4 18      | Dostarczone 1973-1976, 1987-1988. |